# Nedladdning

Nedladdningsdata skickas nedströms till slutanvändaren, uppströms från leverantören.

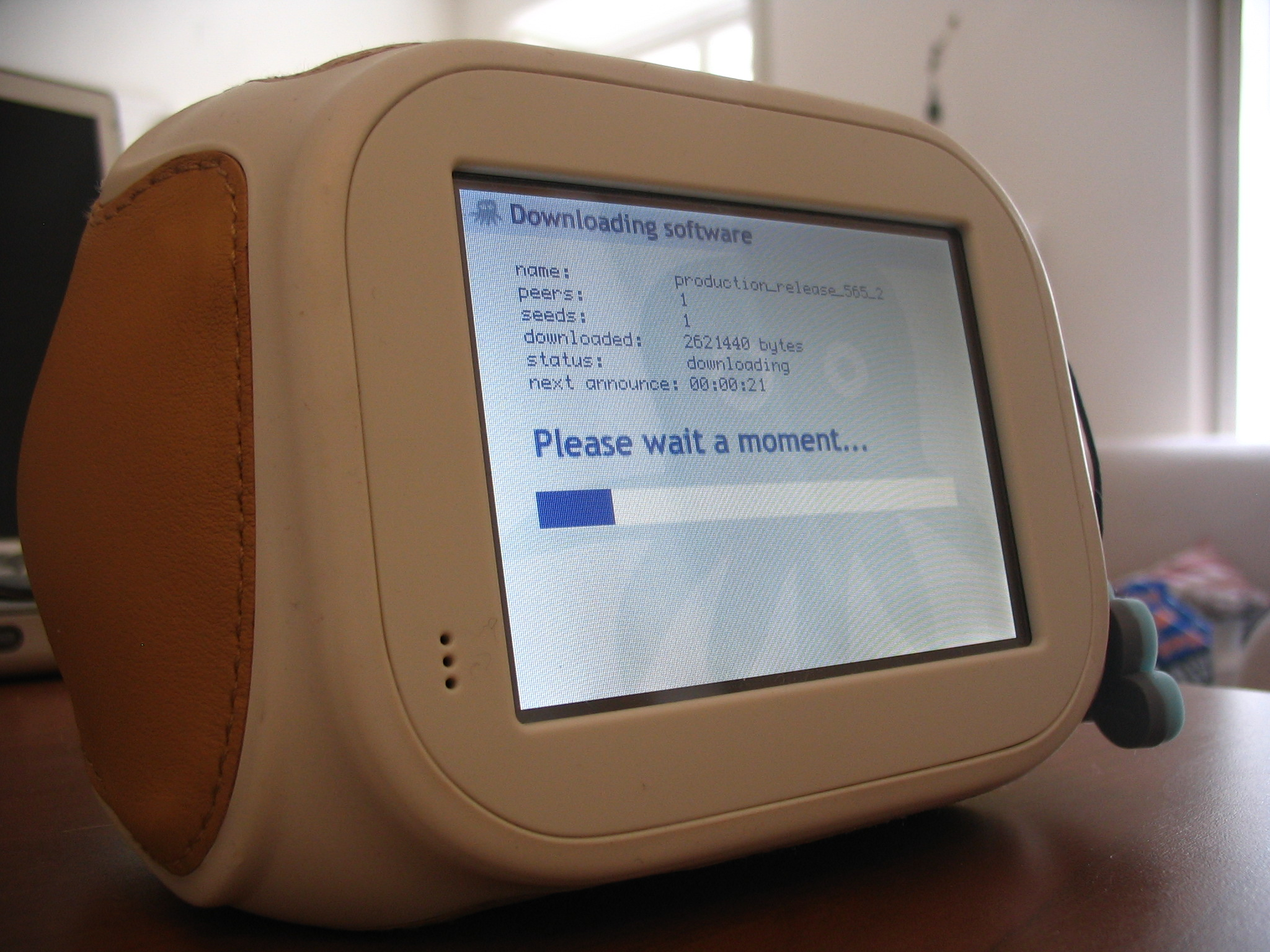
En aktiv nedladdning av mjukvara.

Nedladdning eller nerladdning (att ladda ned/ladda ner, även tanka ned/tanka ner; engelska: download) avser inom datornätverk mottagande av data från ett fjärrsystem till ett lokalt system. Exempel på fjärrsystem från vilka nedladdning kan utföras är webbserver, en ftp-server, en e-postserver eller ett liknande system.
En nedladdning kan innebära en fil som erbjuds att laddas ned eller som har laddats ned, eller processen att ta emot en sådan fil.
Nedladdning skiljer sig från det närstående begreppet strömning (engelska: streaming), vilket innebär mottagande av data som används nästan omedelbart när den tas emot, medan överföringen fortfarande pågår, samt som inte kan förvaras på lång sikt, medan det i en process som beskrivs med termen nedladdning innebär att uppgifterna endast är användbara när de har tagits emot i sin helhet.
Inom musikbranschen används även benämningen digital nedladdning för musiksinglar man lagligt laddar ner från Internet, exempelvis iTunes Store och 7digital.

## Upphovsrätt
Upphovsrättslagen reglerar i vilka situationer det är tillåtet och inte att kopiera verk. Att kopiera ett verk i form av en datafil är ett exempel på vad som i upphovsrättslagen kallas att "framställa exemplar". Att göra det möjligt för vem som helst att kopiera verket är en form av "tillgängliggörande", mer precist en "överföring till allmänheten". De juridiska begreppen har alltså en viss koppling till hur begreppen upp- och nedladdning används i vardagligt tal.

## Musik
Digital nedladdning ansågs omkring år 2007 vara musikförsäljningens framtid och att det skulle komma sälja mer än fysiska skivor i vanliga skivbutiker. Senare fick digital nedladdning konkurrens av strömmad musik och den globala försäljningen av digitalt nedladdad musik sjönk. År 2017 gav försäljningen av digitalt nedladdad musik i USA för första gången sedan 2011 mindre intäkter än försäljningen av fysiska skivor och intäkterna var även mindre än för strömmad musik.
Formatet och ljudkvaliteten på digitalt nedladdad musik hos många internetbutiker, exempelvis iTunes Store, brukar vara MP3 med 256 kbit/s.
Musicerande artister tjänar nästan bara pengar på att turnera. Den högst betalda musikakten 2017 var bandet U2 som då tjänade $54,4 miljoner, varav 95 procent kom från att turnera. En del artister och grupper släpper ut material helt gratis på Internet. Ett exempel är albumet Machina II/The Friends & Enemies of Modern Music (2000) av The Smashing Pumpkins.

## Böcker
Digitala e-böcker och ljudböcker kan laddas ned från bibliotek, genom en återförsäljare eller en abonnemangstjänst. Marknaden för digitala böcker har växt kraftigt under 2010-talet.

## Tjänster
Internet Archive är en webbplats som tillhandahåller både musik, böcker och film för nedladdning. Jamendo är ett företag som erbjuder innehåll både för digital nedladdning och som strömmad musik.